# Mozgókönyvtár

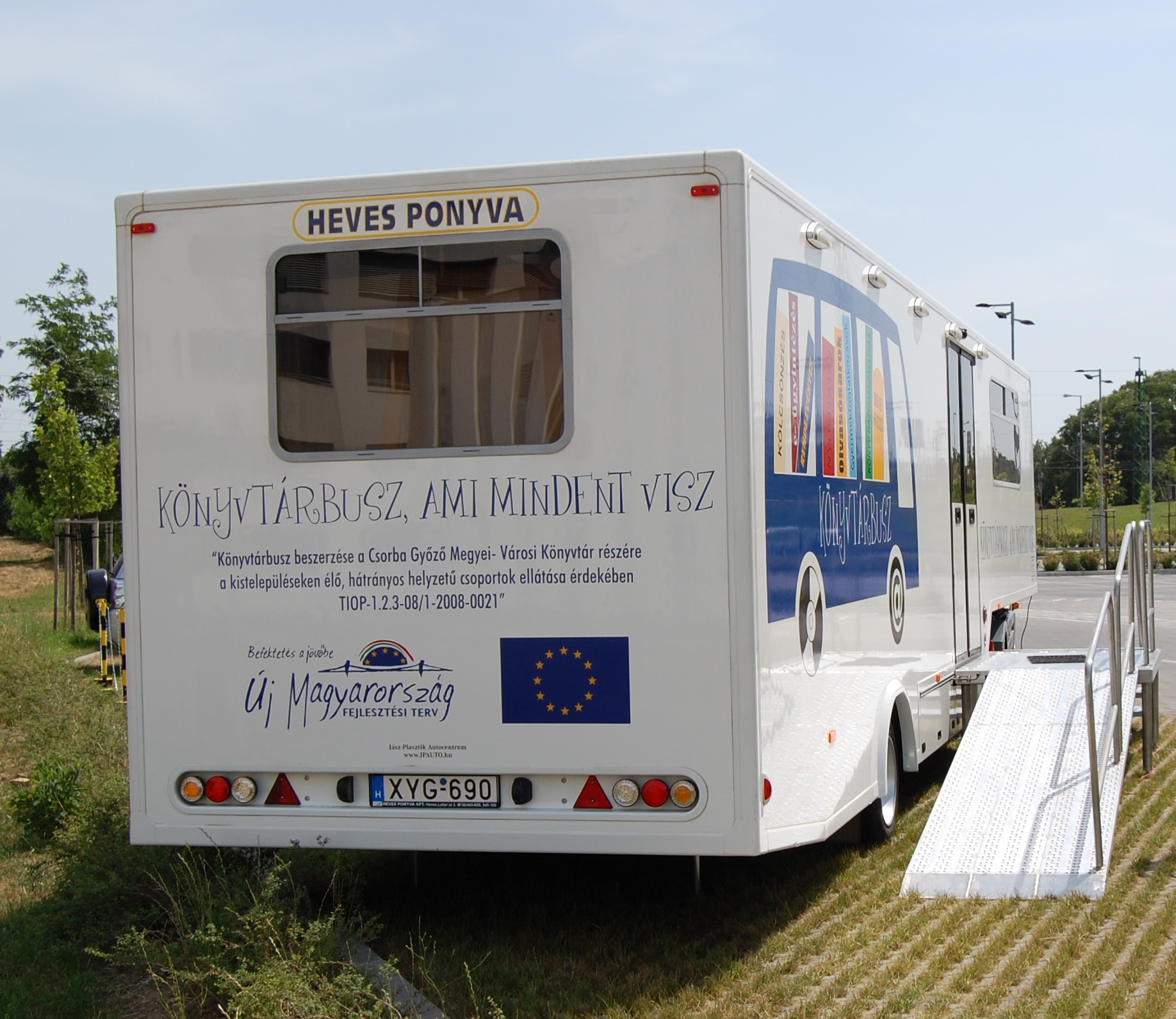
Könyvtárbusz Baranya megyében

## Mozgókönyvtár meghatározása
Az esélyegyenlőség érdekében az ország bármely pontján élő állampolgárnak joga van a számára szükséges információhoz és dokumentumhoz. Így a kistelepülések könyvtári ellátását hozzá kell a nagyobb egységekhez kapcsolni akár úgy, hogy a település önálló könyvtárat tart fent és ezt fejleszti, akár úgy, hogy a megye megyei vagy nagyobb városi könyvtárától rendeli meg az önkormányzat mindazon szolgáltatásokat, amelyekre a településen szükség van. Megrendelhető kistelepülési ellátástípusok:
- mozgókönyvtár[1]
- konténerkönyvtár
- hordozható könyvtár
- postai könyvküldő szolgáltatás
- letéti gyűjtemény
- fiókkönyvtár
- használók szállítása
- kettős funkciójú könyvtárak
- kábeltévé szolgáltatás

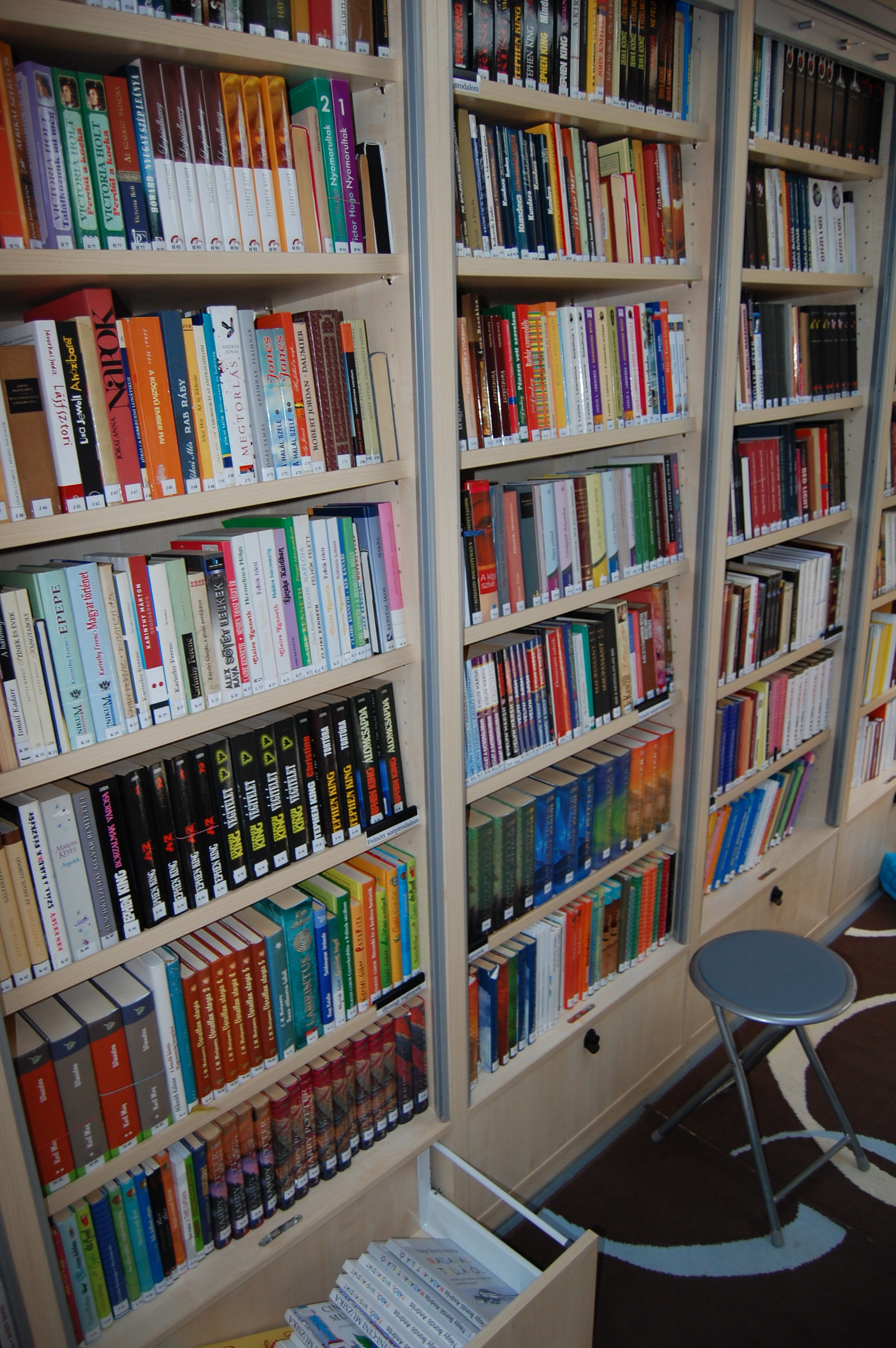
Baranya megyei könyvtárbusz állományelrendezése

A mozgókönyvtári ellátás az olyan ellátási formák összessége, amelyet a szolgáltató könyvtár biztosít szerződés alapján. Ide érthetőek:
- dokumentumellátás
- kiadvány feldolgozása, feltárása
- dokumentum forgatása
- képzés
- továbbképzés
- közös katalógus
- információs rendszer
- közhasznú információs szolgáltatások rendszere
- helyismereti dokumentumok központi nyilvántartása[2]

### Ellátás formái
- mozgókönyvtár és fixen telepített szolgáltató pont együtt
- kizárólag mozgókönyvtár működik[3]
- speciális funkcióval működő mozgókönyvtár

### Szempontok az ellátás tervezéshez
- ellátott terület nagysága
- lakosság eloszlása
- szolgáltató helyek elhelyezkedése
- útviszonyok
- személyzet[4]
- könyvtári források elérhetősége
- lakosság mobilitása
- látogatások gyakorisága
- megállások időtartama

### Mozgókönyvtár járművei
- kisteherautó
- busz
- nyergesvontató

Az IFLA ajánlása alapján a következő paraméterekkel működik egy ideálisnak mondható mozgókönyvtári ellátás:
„a busz kéthetente 9 napon keresztül megy, napi 50 km-t tesz meg, 5 helyen áll meg, a fedélzeten lévő 2 fős személyzet 50 címet kölcsönöz ki óránként”

## Történeti áttekintés
A világ első mozgókönyvtára 1905-ben indult útjára az Egyesült Államokban. Egy kétlovas szekéren 2560 kötet volt elhelyezve; a szekeret a könyvtáros hajtotta, megállt a környéken lakó farmerek házánál, és térítés nélkül kölcsönzött nekik az állományból.
Magyarországon az első mozgókönyvtár Budapesten indult el, erre már 1916-ból találhatunk fényképes bizonyítékot. 1945-ben a Fővárosi Szabó Ervin Könyvtár indította útnak az első két villamoskönyvtárat. A fővárosban 1973-ban állt szolgálatba az első könyvtárbusz, majd ezt követte 1974-ben az első vidéki mozgókönyvtár Pécsett. A következő években számos új buszt avattak még Budapesten, Kaposváron, Székesfehérváron, Érden, Győrben és Cegléden. A hetvenes-nyolcvanas évek hazai könyvtárbuszai nem váltották be a hozzájuk fűzött reményeket. Rengeteg volt a meghibásodás miatti leállás, kimaradás. A működő buszok télen hidegek, nyáron pedig elviselhetetlenül melegek voltak. A megfelelő állományok sem voltak adottak. Mindezek eredménye az lett, hogy a kezdeti fellendülést követően szinte azonnal elkezdődött a mozgókönyvtár mint szolgáltatási forma hanyatlása.

## Könyvtárellátási Szolgáltató Rendszer (KSZR)
2004-ben létrehozott program, amelynek célja a kistelepülések könyvtári ellátásának segítése, szabályozása. A hazai könyvtári rendszernek olyan szerves része, amelyet az Országos Dokumentumellátási Rendszer (ODR) kiegészítésére hoztak létre. Hiszen ahhoz, hogy az ODR szolgáltatását az ország bármely részén igénybe lehessen venni, könyvtárra, könyvtári szolgáltató helyekre, könyvtárbuszokra van szükség.

### A KSZR ellátási formái
- önálló könyvtár fenntartása
- könyvtári szolgáltató helyek biztosítása
- könyvtárbusz

### A KSZR tagjai
- Szolgáltató könyvtárak: olyan megyei könyvtárak, amelyek adott formában gondoskodnak a lakosság könyvtári ellátásáról, illetve azon városi könyvtárak, amelyek a megyei könyvtár koordináló tevékenysége mellett alkalmasak különböző térségi feladatok ellátására.
- Megrendelő önkormányzatok vagy önkormányzati társulások.
- Szolgáltatást fogadók: kistelepülések könyvtárai, könyvtári szolgáltató helyei, szolgáltatást más formában fogadók (pl. teleházak), mozgókönyvtári állomáshelyek.

### A KSZR megrendelhető szolgáltatásai

#### Alapszolgáltatások
- - dokumentumellátás, dokumentumszolgáltatás
  - információszolgáltatás

#### Egyéb szolgáltatások
- - közösségi szolgáltatások (pl. rendezvények, programok)[10]
  - szakmai továbbképzések, használóképzések, felnőttoktatás
  - speciális szolgáltatások (pl. a fogyatékkal élők vagy a nemzeti kisebbségek ellátása)
  - praktikus szolgáltatások (pl. kötészeti, technikai)

### A KSZR működési forrásai
- helyi forrás, a település hozzájárulása
- megyei forrás, a szolgáltató könyvtárak hozzájárulása
- központi forrás, állami hozzájárulás

## Külső hivatkozások
- IFLA
- Fővárosi Szabó Ervin Könyvtár
- ODR-portál
- egy mozgókönyvtárakról szóló honlap